# تشيزاري روسي
تشيزاري روسي (بالإيطالية: Cesare Rossi)‏ هو صحفي وسياسي إيطالي، ولد في 21 سبتمبر 1887 في إيطاليا، وتوفي في 9 أغسطس 1967 في روما في إيطاليا. حزبياً، نشط في الحزب الاشتراكي الإيطالي.